# Stifftia
Stifftia, rod od nekoliko vrsta glavočika iz potporodice Stifftioideae, rasprostranjenih po tropskoj Južnoj Americi.
Rod je opisan u Delectus Florae et Faunae Brasiliensis t. 1. 1820.

## Vrste
1. Stifftia cayennensis H. Rob. & B. Kahn
2. Stifftia chrysantha Mikan
3. Stifftia fruticosa (Vell.) D.Y.N. Hind & J. Semir
4. Stifftia hatschbachii H. Rob.
5. Stifftia parviflora (Leandro) D. Don
6. Stifftia uniflora Ducke